# Osmylus conanus
Osmylus conanus är en insektsart som beskrevs av C.-k. Yang 1987. Osmylus conanus ingår i släktet Osmylus och familjen vattenrovsländor. Inga underarter finns listade i Catalogue of Life.